# Oleszyce
Oleszyce est une ville de Pologne, située dans le sud-est du pays, dans la voïvodie des Basses-Carpates. Elle est le chef-lieu de la gmina de Oleszyce, dans le powiat de Lubaczów.

## Histoire
Avant la Seconde Guerre mondiale, la ville comptait une importante communauté juive représentant 55 % de la population totale.
Les habitants juifs seront assassinés à la suite de leur déportation par les Allemands au camp d'extermination de Belzec en 1942 et lors d'exécutions de masse perpétrées par des policiers ukrainiens en 1943.